# Ambinanindrano (Mahanoro)
Ambinanindrano è una città e comune del Madagascar situata nel distretto di Mahanoro, regione di Atsinanana. 
La popolazione del comune rilevata nel censimento 2001 era pari a 25 385 unità.